# Yuroke
Yuroke är en del av en befolkad plats i Australien. Den ligger i kommunen Hume och delstaten Victoria, omkring 26 kilometer norr om delstatshuvudstaden Melbourne. Antalet invånare är 380.
Runt Yuroke är det tätbefolkat, med 982 invånare per kvadratkilometer.. Närmaste större samhälle är Reservoir, omkring 18 kilometer sydost om Yuroke. 
Runt Yuroke är det i huvudsak tätbebyggt. Genomsnittlig årsnederbörd är 971 millimeter. Den regnigaste månaden är juni, med i genomsnitt 115 mm nederbörd, och den torraste är januari, med 34 mm nederbörd.